# Florestópolis
Florestópolis é um município brasileiro do estado do Paraná.

## História
Depois da terra ter sido dividida em lotes por João Dias dos Reis e entregue aos grandes latifundiários da região, a localidade foi se tornando cada vez mais um município. Em 14 de novembro de 1951 foi elevada a categoria de município.

## Geografia
- População: 11.571 habitantes
- Homens: 5.911
- Mulheres: 5.660
- Urbana: 10.374
- Rural: 1.197
- Área Total: 248,0 km²
- Dens. Demográfica: 46,66 hab/km²
- DDD: 43
- CEP: 86165-000

Hidrografia
- Rio Vermelho

Rodovias
- PR-170
- PR-537

## Administração
- Prefeito: Onicio de Souza (2021/2024)
- Vice-prefeito: Davi Aparecido de Carvalho
- Presidente da câmara: Airton Capassi

### Prefeitos
| nº | Nome                      | início do mandato | fim do mandato |
| 1  | Guilherme Masironi        | 1952              | 1956           |
| 2  | Nicolau Caldeira          | 1957              | 1960           |
| 3  | Benedito Ursi             | 1960              | 1965           |
| 4  | Nicanor Ravagnani         | 1965              | 1969           |
| 5  | José Ribeiro Rosa         | 1969              | 1973           |
| 6  | Emilio Ruiz Gomes         | 1973              | 1977           |
| 7  | José Antonio Moraes       | 1977              | 1983           |
| 8  | Marcio Francisco de Souza | 1983              | 1988           |
| 9  | José Antonio Moraes       | 1989              | 1992           |
| 10 | Marcio Francisco de Souza | 1993              | 1996           |
| 11 | Nelson Gonçalves Correia  | 1997              | 2000           |
| 12 | Olívio Ivan Rodrigues     | 2001              | 2004           |
| 13 | Nelson Gonçalves Correia  | 2005              | 2008           |
| 14 | Onicio de Souza           | 2009              | 2012           |
| 15 | Onicio de Souza           | 2013              | 2016           |
| 16 | Nelson Junior             | 2017              | 2020           |